# Distretto di Huiji
Il distretto di Huiji (惠济区S, Hùijì QūP) è un distretto della Cina, situato nella provincia di Henan e amministrato dalla prefettura di Zhengzhou.